# سیارک ۵۸۱۵۲
سیارک ۵۸۱۵۲ (به انگلیسی: 58152 Natsoderblom، نامگذاری:1988PF2) پنجاه و هشت هزار و صد و پنجاه و دومین سیارک کشف شده‌است که در ۱۲ اوت ۱۹۸۸ کشف شد.